# Алвареш, Франсишку
Франси́шку А́лвареш (ок. 1465, Коимбра — ок. 1536~1541, Рим) — португальский священник, миссионер и учёный — исследователь. Был капелланом короля Мануэла I. В 1515 году отправился в Эфиопию в составе португальского посольства ко двору императора Давида II, в дороге его сопровождал посол Эфиопии в Португалии Матфей Армянский, а главой посольства стал Родригу де Лима. Посольство прибыло в Эфиопию только в 1520 году, где их уже достаточно длительное время ожидал португальский посланник Перу да Ковильян. Здесь он провёл следующие шесть лет и вернулся  в Лиссабон в 1526—1527 годах. После возвращения опубликовал отчёт под названием «Настоящая связь Земли пресвитера Иоанна с Индиями» (или «Пресвитер Иоанн Индийский», около 1540 года Verdadeira Informação das Terras do Preste João das Indias). Описал многие географические достопримечательности Эфиопии. Книга переводилась на многие европейские языки.

## Посольство 1515 года в Эфиопию
Франсишку Алвареш был отправлен в составе португальского посольства в Эфиопию в 1515 году. Первая попытка высадиться в Массауа не увенчалась успехом из-за деятельности Лопу Суариша, который управлял Португальской Индией. При этом они находились недалеко от архипелага Дахлак, однако в это время на Камаране умер старый португальский посол Дуарте Гальван. Алвареш вместе с Матфеем ждали того, кто бы заменил посла. Диогу Лопиш ди Секейра отправил нового посла, им стал дон Родриго да Лима. В итоге, они смогли высадиться в Массауа только 9 апреля 1520 года и попали на приём к Давиду II. При дворе уже находилось несколько европейцев, которые были в фаворе у императора, в том числе Перу да Ковильян и Никола Бранкалеон. Падре Альвареш оставался в Эфиопии шесть лет, пока не покинул страну в 1526 или 1527 году. В 1533 году ему было дозволено поехать вместе с посольством дона Мартиньо Португальским в Рим к папе Клименту VII, котором падре передал письмо. Точная дата смерти отца Альвареша, также как и дата рождения, неизвестны, однако 11-е издание «Энциклопедии Британники», выпущенное в 1911 году, относит её к периоду после 1540 года — времени публикации его путевых заметок. Исследователи С. Ф. Бэкингем (англ. C.F. Beckingham) и Хантингфорд (англ. G.W.B. Huntingford), представляя перевод его работу, оговаривают, что возможно он умер в Риме и до того, как книга вышла в свет.

## Записи Франсишку Алвареша
В 1540 году Луиш Родригеш публикует подборку работ падре Франсишку под названием «Настоящая связь Земли пресвитера Иоанна с Индиями» (или «Пресвитер Иоанн Индийский», около 1540 года Verdadeira Informação das Terras do Preste João das Indias). Представленные выше исследователи Бэкингем и Хантингфорд отмечают (со ссылкой на более раннюю работу профессора Роберто Альмагиа), что Родригес опубликовал только часть работ. Другой версией работ Франсишку Альвареша следует считать сборник путешествий Navigationi et Viaggi, который представил широкой публике Джованни Баттиста Рамусио в 1550 году. Авторству Альвареша также скорее всего принадлежат ещё три манускрипта, хранящиеся в Ватиканской библиотеке, авторство которых подтвердил Альмагиа.
Работы Франсишку Алвареша по крайней мере дважды переводились на английский язык. Впервые перевод был выполнен девятым Бароном Стэнли из Олдерли для Общества Хаклют в 1881 году. Данный перевод был пересмотрен и дополнен последующими авторами (Бэкингем и Хантингфорд) в работе «Пресвитер Иоанн Индийский», опубликованной в 1961 году (Cambridge: Hakluyt Society).
Автор словарной статьи о Франсишку Алвареше в «Энциклопедии Бриттаника» 1911 года издания призывает более осторожно и взвешенно относиться к представленной в переводах информации. Однако Бэкингем и Хантингфорд придерживаются несколько иного мнения об авторстве той или иной части, утверждая, что «дополнения сделали работу автора более детальной…кроме того, автор представил несравненно больше информации об Эфиопии, чем кто-либо до него, и в некоторых случаях его авторство несомненно. Представленные данные являются важным элементом описания истории этой страны, которую поработил Ахмед ибн Ибрагим аль-Гази и которая подвергалась нападениям со стороны язычников Оромо во второй четверти шестнадцатого столетия. Также Франсишку Алвареш оставил первые описания Аксума и Лалибелы. Иногда он неправ, однако очень не стоит не доверять его свидетельствам. Несколько ошибок он всё-таки совершил, при этом он сделал остальные, когда опирался на предыдущие — однако это не находится в нашей компетенции. В дальнейшем он пытается описывать здания и сооружения — здесь его язык часто не тот, которым описывают данную область. Очень часто падре Франсишку заходит в тупик в рассуждениях, встречаются малопонятные места, однако возможно в этом виноват его издатель более, чем он сам. Часто его сложно прочитать, соответственно сложно и переводить. Однако нам кажется, что автор постарался быть максимально честным и представить всё то, что путешественник видит, опираясь на собственные знания и опыт, структурирует по важности или чем просто восхищается».